# Alte Meister
Mit dem Begriff Alte Meister werden Künstler, vorwiegend Maler des 14. bis 18. Jahrhunderts zusammengefasst. Die Bezeichnung dient in erster Linie der Abgrenzung von Sammlungen und Sammlungsabteilungen im Hinblick auf die Kunst der nachfolgenden Epochen, also des 19. Jahrhunderts, der Moderne und der zeitgenössischen Kunst.
Allgemeiner werden historische Künstler aller Epochen als Meister bezeichnet, auch in anderen Sparten der Kunst, insbesondere wenn ihre Namen nicht bekannt sind (siehe Notname und Liste der Notnamen). In diesem Sinne kann man zum Beispiel auch von den „Alten Meistern des griechischen Tempelbaus“ sprechen.

## Sammlungen Alter Meister
Folgende Museen im deutschsprachigen Raum beherbergen umfangreiche Sammlungen Alter Meister:
- Kunstmuseum Basel, Basel
- Gemäldegalerie der Akademie der bildenden Künste, Wien
- Alte Pinakothek, München
- Bildergalerie Sanssouci, Potsdam
- Gemäldegalerie, Berlin
- Gemäldegalerie Alte Meister, Dresden
- Gemäldegalerie Alte Meister, Kassel
- Germanisches Nationalmuseum, Nürnberg
- Goethe-Museum, Frankfurt am Main
- Herzog Anton Ulrich-Museum, Braunschweig
- Herzogliches Museum, Gotha
- Kunsthistorisches Museum, Wien
- Kurpfälzisches Museum Heidelberg
- Fürstliche Sammlungen Liechtenstein, Wien
- Residenzgalerie Salzburg, Salzburg
- Schloss Eggenberg, Graz
- Schloss Rohrau, Rohrau (Niederösterreich)
- Staatsgalerie Stuttgart, Stuttgart
- Städelsches Kunstinstitut, Frankfurt am Main
- Wallraf-Richartz-Museum & Fondation Corboud, Köln
- Hamburger Kunsthalle, Hamburg
- Johanniterkirche, Schwäbisch Hall

Weitere bedeutende europäische Sammlungen Alter Meister befinden sich in den Museen von Paris, Florenz, Rom, Madrid, Brüssel, Antwerpen, Den Haag, Amsterdam, Rotterdam, London, Edinburgh, Budapest und Sankt Petersburg. In Übersee beherbergt die National Gallery of Art in Washington hervorragende Werke Alter Meister.